# العين بالعين

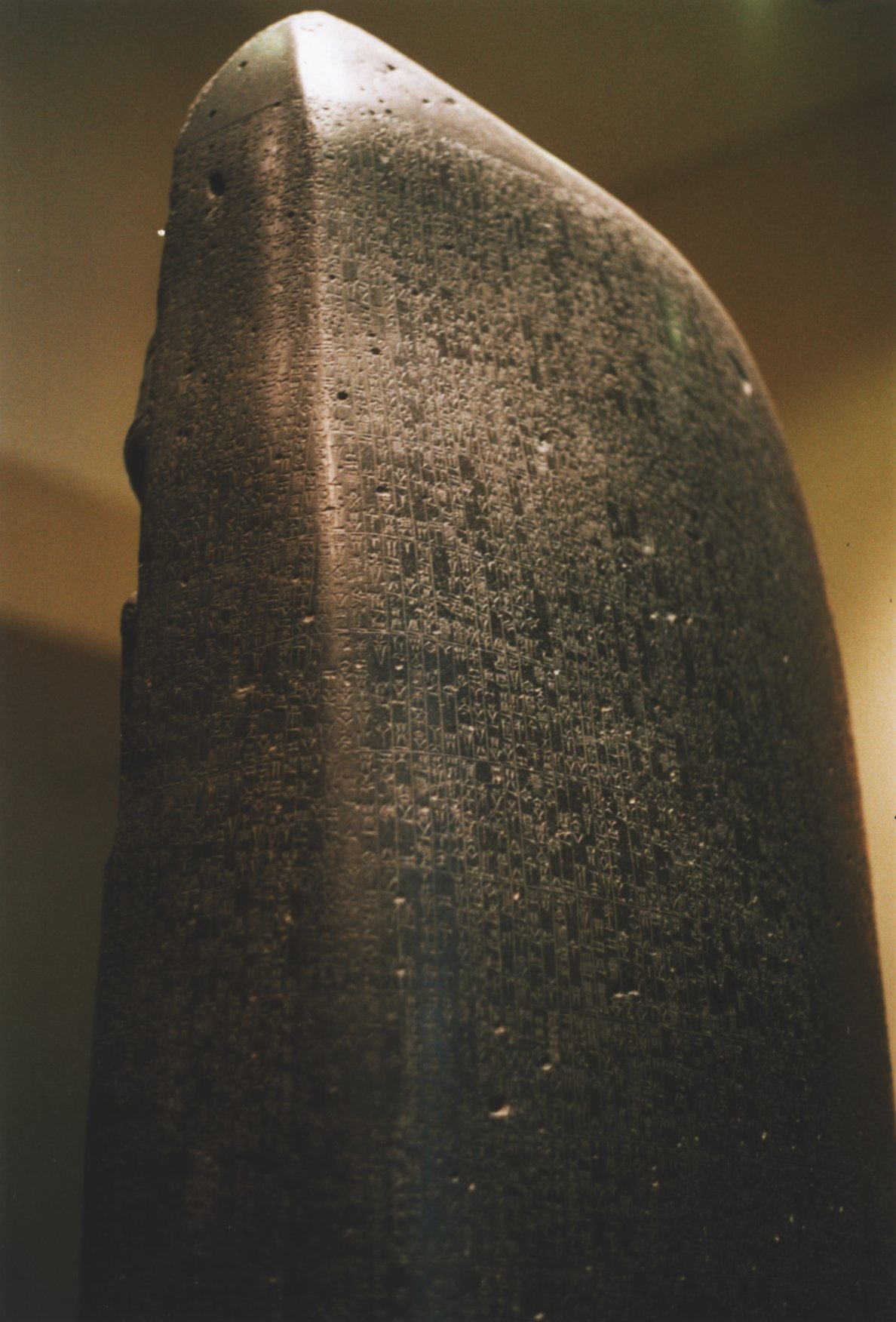

يطلق مبدأ العين بالعين (بالعبرية: עין תחת עין) أو «القِصَاص» في مقابلة الأذى بمثله، وذلك بأن الشخص الذي يؤذي شخص آخر يعاقب بدرجة مماثلة، وفيه تتلقى الضحية ثمن الأذى بالتعويض. ويشار إلى هذا مبدأ أحيانا باستخدام المصطلح اللاتيني lex talionis «قانون الانتقام» أو قانون تاليون «الثأر»، والكلمة الإنجليزية talion (مشتقة من اللفظ للكلمة اللاتينة talio): تعني مقابلة الاذى بمثله بموجب القانون والذي تتوافق فيه العقوبة مع نوع وقدر الضرر.
قانون الانتقام وحده لا يشير حرفيا إلى قوانين العين بالعين في المساواة (انظر mirror punishment الجزاء من جنس العمل)، ولكنه ينطبق على أنواع أوسع من النظم القانونية التي تحدد العقوبات على جرائم محددة والتي يعتقد بأنها مناسبه لخطورتها.
ويقترح البعض أن هذا القانون كان يهدف جزئيا إلى منع العقاب المفرط على أيدي أطراف الثأر وحدهم أو الدولة. ويعد تعبير «العين بالعين» الأكثر شيوعا في قانون الانتقام غير أن هناك بعض التفسيرات الأخرى أيضا. وللأصول القانونية وفقا لمبدأ قانون الانتقام أمر واحد مشترك وهو: وصفها بردع جريمة ما باستخدام العقاب «المناسب». وفي الأنظمة القانونية الشهيرة التي كتبها حمورابي يتم استخدام مبدأ المعاملة بالمثل بشكل واضح جدا. فعلى سبيل المثال، إذا تسبب شخص في وفاة شخص آخر فسيتم تنفيذ حكم الإعدام عليه.
وفي ظل الظروف المناسبة مثل قدرة جميع الجهات الفاعلة على المشاركة بطريقة متكررة فإن نظام العقوبة «العين بالعين» يقوم على أساس رياضي وهو أن الواحدة بواحدة في إستراتيجية نظرية الألعاب، وهو من أبسط الأمثلة على هذا المبدأ وفي تلك الحالة فإن الجزاء لابد أن يكون من جنس العمل. وعلى العكس من ذلك فقد نصت اللوائح الاثنا عشر الرومانية على عقوبات معينة على جرائم معينة، وقد بدَل النظام القانوني الانجلوساكسوني (المطبق في مجتمع ما) الجزاء المباشر بدفع الدية (wergild): فإن حياة شخص معين لها ثمن معين مستمدة من وضعه الاجتماعي وأي قتل يتم تعويضه بدفع الدية (wergild) المناسبة بغض النظر عن القصد. وبناء على القانون العام البريطاني يحق للمدعين (المشتكين) أن يدفع لهم ثمن معادل لخسارتهم (من الناحية المالية)، وفي نظام قانون المسؤولية التقصيرية الحديث، يمدد دفع الثمن لنقل الخسائر غير الاقتصادية في المال أيضا.
ويعنى مبدأ العين بالعين بأن يقابل الشخص الذي أصابه شخص آخر العمل المشين إلى المسبب بالتعويض أو أن تقوم السلطات بذلك نيابة عن الشخص المصاب. والترجمة الإنجليزية الدقيقة لهذه العبارة اللاتينية (lex talionis) هو في الواقع «قانون الانتقام»، وينص المبدأ الأساسي لهذا القانون على الانتقام العادل.

## سابقاً
هناك أفكار مختلفة بشأن أصول قانون الانتقام، ولكن الفكرة الشائعة منها ظهرت في حين نمو الحضارات المبكرة وتهديد النظام الراسخ للانتقام بدرجة أقل للأخطاء والنزاعات والثأر للبنية الاجتماعية، وعلى الرغم من استبدال الأساليب الأحدث للنظرية القانونية فقد خدمت أنظمة الانتقام غاية حاسمة في تطوير النظم الاجتماعية وإنشاء هيئة غايتها وضع قانون انتقام وضمان أن هذا القانون هو العقاب الوحيد، وقد كانت الدولة هي هذه الهيئة في بداية تكوينها.
وقد تأسس هذا المبدأ في القانون البابلي: ففي المجتمعات غير المقيدة بحكم القانون، إذا أصيب شخص ما فإن هذا الشخص المصاب (أو أقربائه) سينتقم (يأخذ بثأره) من الشخص الذي تسبب في الإصابة، وقد يكون الجزاء أسوء من الجريمة ذاتها حيث يصل إلى حد الموت. كما وضع القانون البابلي حداً لمثل هذه الأعمال بأن لا يكون الانتقام أسوأ من الجريمة ما دام لدى الضحية والجاني نفس المكانة في المجتمع. وكما هو الحال في الإلحاد أو الخيانة (جرائم ضد إله أو سلطة ما) فقد عوقبت جرائم المرء ضد الأفاضل الاجتماعية عقابا شديداً.
كما توجه القانون الروماني نحو التعويض النقدي كبديل عن الانتقام، ووضعت عقوبات محددة لإصابات مختلفة في حالات الاعتداء، على الرغم من كون قانون الانتقام لا يزال مسموحاً إذا كسر شخص ما أحد أطراف شخص آخر.

## في الدين
في موجب قانون حمورابي والقانون العبري يستخدم قانون " العين بالعين" لتقييد تعويضات لقيمة الخسارة، فمن الأفضل قراءتها " عين واحدة بعين واحدة فقط ". هذه العبارة التوراتية " العين بالعين " في سفر الخروج وسفر اللاويين (الكتاب الثالث من العهد القديم) والذي يعني حرفيا 'العين بدلا من العين " في حين أن عبارة مختلفة قليلا والتي تعني حرفيا " العين بالعين والسن بالسن " وفقرة أخرى (في سفر التثنية) من الكتاب المقدس اليهودي في القسم الأول من التقسيمات الفرعية الثلاثة تحديدا، وفي التوراة. على سبيل المثال تقول العبارة في سفر اللاويين " ورجل يلحق إصابة على أخيه الرجل، فمثلما فعل لذلك يجب أن يجرى عليه كسر بكسر وعين بعين وسن بسن، فكما أنه ألحق الإصابة بالشخص لذلك لابد أن تلحق به هو كذلك ".

## اليهودية
يفسر إسحاق كليمي أن الأحبار أنَّسوا قانون الانتقام وفسروه أن «العين بالعين» تعني تعويض مالي معقول كما هو الحال في قانون الانتقام البابلي، كما تُبدل الأخلاقية اليهودية والفقه اليهودي الإنساني، المعنى الحرفي للأساليب التوراتية إلى إعادة تفسير قانون الانتقام كمثال على قدرة اليهودية الفريسية «للتكيف مع تغير الأفكار الاجتماعية والفكرية».

## التلمودية
يفسر التلمود الآيات التي تشير إلى أن «العين بالعين» والتعبيرات المماثلة كفرض التعويض النقدي في حالات المسؤولية التقصيرية، ويجادل ضد التفسيرات التي كتبها الصدوقيين (طائفة يهودية قديمة) أن آيات الكتاب المقدس تشير إلى الانتقام الجسدي العيني وذلك باستخدام حجة أن مثل هذا التفسير لا يطبق على المجرم الأعمى. ولأن التوراة تتطلب تطبيق العقوبات عالميا فلا يمكن أن تفسرالعبارة بهذه الطريقة.
و يفسر القانون الشفهي استنادا إلى آيات الكتاب المقدس أن الكتاب المقدس ينص على تعويض متطور يكون من خمسة أجزاء نقدية يتألف من: دفع ثمن «الأضرار والألم والنفقات الطبية والعجز والألم النفسي» والذي يكمن وراء العديد من الأنظمة القانونية الحديثة. وعلاوة على ذلك تفسر بعض الكتابات العبرية أن عبارة «العين بالعين... الخ» تشير إلى أن الجاني يستحق أن يخسر عينه ولكن هذا قانون الكتاب المقدس يعامله بتساهل - مقتبس من اتحاد التجمعات الأرثودكسية.
ومع ذلك يناقش التوراة أيضا شكل من أشكال العدالة المتبادلة المباشرة حيث يكّون مظهرا آخر لعبارة العين بالعين. فهنا يناقش التوراة شهود الزور الذين يتآمرون على الشهادة ضد شخص آخر. كما تستلزم التوراة من المحكمة «أن يٌفعل به كالذي تآمر بفعله ضد أخيه». بافتراض تحقيق بعض المعايير التقنية) مثل الحكم على المتهم الذي لم ينفذ عقابه بعد (حيث أنه من الممكن معاقبة المتآمرين بنفس الطريقة التي كانوا يخططون لإيذاء إخوانهم بها وتنفذ المحكمة هذه العدالة المتبادلة المباشرة متضمنةَ عقوبة الإعدام، أما خلاف ذلك فيعاقب المجرمين بالجلد.
ولعدم وجود أي شكل من أشكال العقاب مما يدعو إلى تشويه الجاني في التوراة فلا توجد حالة يمكن أن تعاقب بها المحكمة شاهد الزور المتآمر بإصابته في عينه أوسنّه أويده أوقدمه. ولكن هناك حالة واحدة حيث ينص التوراة «ويجب عليك أن تقطع يدها» فَهم حكماء التلمود المعنى الحرفي لهذه الآية على أنها تشير إلى حالة تهاجم فيها المرأة رجلا بطريقة قد تؤدي به إلى الموت. وتشير هذه الآية (على الرغم من أنه يجب على أحد ما التدخل لإنقاذ الضحية) أنه لا يلزم الشخص قتل المهاجم القاتل إذا أمكنه إضعاف المهاجم بإصابة غير قاتلة، وبغض النظر فليس هناك آية تظهر تكليف الإصابة في العين أو السن أو القدم.
و تناقش الأرقام 35:9_30 الشكل الوحيد من أشكال العدالة المتبادلة عن بعد والتي لم تنفذها المحكمة مباشرة حيث في ظل ظروف محدودة للغاية حيث وٌجد شخص متهم بالقتل الخطأ مهمل على يد أحد أقرباء المتوفى والذي يسمى «بالمفتدي بالدم»، ففي مثل هذه الحالات تستلزم المحكمة من الطرف المتهم النفي إلى مدينة معينة لطلب الالتجاء. وفي حين وجود الطرف المذنب في المحكمة فلا يقتله «المفتدي بالدم»، ولكن إذا قتل «المفتدي بالدم» الطرف المُتهم إذا ابتعد الطرف المتَهم عن منفاه، فإن عمل «المفتدي بالدم» لا يخدم العدالة المتبادلة الحقيقية لأن المفتدي يتصرف لمعاقبة القاتل المهمل الذي ابتعد عن منفاه. وعلاوة على ذلك فإن القتل المتعمد لا يماثل القتل المهمل، وبالتالي فلا يمكن أن يكون مباشرة كالعقاب المتبادل بتهمة القتل غير العمد ولكن كجزاء للفرار من العقاب. ووفقا للقانون اليهودي التقليدي يتطلب تطبيق هذه القوانين وجود وإعالة المدن التي حددها الكتاب المقدس للّجوء فضلا عن الإدانة في المحكمة المؤهلة المكونة من 23 قاضي حسب ما تحدده التوراة والتلمود. والشرط الآخر ينطبق على أي عقوبة للإعدام أيضا، وهذه الحالات لم تكن موجودة لحوالي 2000 سنة.

## المسيحية
يستند المسيحيون في مبادئ معاملة الآخر على السيد المسيح وتعاليمه الواردة في الإنجيل وقد وردت عبارة: (إنجيل لوقا 6: 29) مَنْ ضَرَبَكَ عَلَى خَدِّكَ فَاعْرِضْ لَهُ الآخَرَ أَيْضًا، وَمَنْ أَخَذَ رِدَاءَكَ فَلاَ تَمْنَعْهُ ثَوْبَكَ أَيْضًا. وقد اختلفت الآراء المسحية حول هذه العبارة بالخصوص مع وجود ترجمات عديدة تستخدم كلمات مختلفة، وقد فسر البابا فرنسيس العبارة إن يسوع يُظهر طريق العدالة الحقيقية من خلال ناموس المحبة الذي يتخطى شريعة العين بالعين والسن بالسن. ولفت البابا إلى أن هذه الشريعة القديمة كانت تفرض على المعتدين عقوبة توازي الضرر الذي سببه هؤلاء. وأشار أيضا أن يسوع طلب من تلاميذه أن يديروا الخد الآخر ويتركوا الرداء لمن يأخذه منهم. لكن هذا التصرف لا يعني التغاضي عن متطلبات العدالة بل على العكس إن المحبة المسيحية تتجلى بطريقة خاصة من خلال الرحمة، وتمثل تحقيقا ساميا للعدالة. وشدد البابا على أن الرب يسوع يريد أن يعلمنا التمييز بين العدالة والانتقام. الانتقام ليس عادلا ابدأ. بينما كان قد اعتبره عديد من المؤرخين دليلا على قسوة الكتاب المقدس ودعوة إلى ترسيخ مبدأ العين بالعين. وأيضا تأثر تفسير قانون الكتاب المقدس بشدة من القدّيس أوغسطينوس. والذي قد ناقش في كتابه التاسع عشر Contra Faustum نقاط «وفاء أو تدمير» للقانون اليهودي. ويميز جورج روبنسون نظام الخروج («العين بالعين») باعتباره واحدا من «الأكثر إثارة للجدل في الإنجيل». ووفقا لروبنسون فقد أشار البعض إلى هذا النظام كدليل على طبيعة العدالة الانتقامية في الكتاب المقدس العبري وبالمثل يفترض إبراهيم بلوخ أن «قانون الانتقام قد خصص كمثالا كلاسيكيا على قسوة الكتاب المقدس». ويشير هاري لويس إلى أن لامك وجدعون وشمشون أبطال الكتاب المقدس الذين اشتهرت «براعتهم في تنفيذ الانتقام بالدم على أعدائهم العامة والخاصة». ويؤكد لويس أن «حق العدالة» الوحشية «كان محدودا تدريجيا». ويؤكد ستيفن ويلين أن قانون الانتقام «دليلا على القيمة الفريدة لكل فرد» وأنه يعلِم «المساواة بين جميع البشر في القانون».

## الإسلام
يذكر القرآن الكريم أن مفهوم «العين بالعين» محددا لبني إسرائيل. مبدأ القصاص في الإسلام ورد في القرآن الكريم في الآيتين الآتيتين: ﴿يَا أَيُّهَا الَّذِينَ آمَنُوا كُتِبَ عَلَيْكُمُ الْقِصَاصُ فِي الْقَتْلَى الْحُرُّ بِالْحُرِّ وَالْعَبْدُ بِالْعَبْدِ وَالْأُنْثَى بِالْأُنْثَى فَمَنْ عُفِيَ لَهُ مِنْ أَخِيهِ شَيْءٌ فَاتِّبَاعٌ بِالْمَعْرُوفِ وَأَدَاءٌ إِلَيْهِ بِإِحْسَانٍ ذَلِكَ تَخْفِيفٌ مِنْ رَبِّكُمْ وَرَحْمَةٌ فَمَنِ اعْتَدَى بَعْدَ ذَلِكَ فَلَهُ عَذَابٌ أَلِيمٌ ۝١٧٨﴾ [البقرة:178]، ﴿وَكَتَبْنَا عَلَيْهِمْ فِيهَا أَنَّ النَّفْسَ بِالنَّفْسِ وَالْعَيْنَ بِالْعَيْنِ وَالْأَنْفَ بِالْأَنْفِ وَالْأُذُنَ بِالْأُذُنِ وَالسِّنَّ بِالسِّنِّ وَالْجُرُوحَ قِصَاصٌ فَمَنْ تَصَدَّقَ بِهِ فَهُوَ كَفَّارَةٌ لَهُ وَمَنْ لَمْ يَحْكُمْ بِمَا أَنْزَلَ اللَّهُ فَأُولَئِكَ هُمُ الظَّالِمُونَ ۝٤٥﴾ [المائدة:45].